# Yulimar Rojas
Yulimar Rojas (Puerto de la Cruz, Veneçuela, 8 d'octubre de 1995) és una atleta veneçolana, campiona olímpica (Tòquio 2020) i medallista de plata olímpica (Rio de Janeiro 2016), quatre cops campiona mundial d'atletisme i dos cops campiona mundial en pista coberta en l'especialitat de triple salt i múltiples vegades medallista panaamericana. Té el rècord del món de triple salt amb 15,67 establert a Tòquio l'1 d'agost de 2021 i en pista coberta a Belgrad, el 20 de març de 2022, amb un salt de 15,74m També ha competit en salt d'alçada i salt de llargada, amb rècords personals d'1,87 i 6,88, sent el darrer rècord nacional a Veneçuela.
L'any 2022 Yulimar Rojas es va afegir a la llista de les 100 dones de la BBC que recull les cent dones més influents de l'any.

## Competicions internacionals
| Any  | Competició                                             | Lloc                    | Posició | Esdeveniment     | Nota               |
| ---- | ------------------------------------------------------ | ----------------------- | ------- | ---------------- | ------------------ |
| 2011 | Campionat Sud-americà Juvenil d'Atletisme 2011         | Medellín, Colòmbia      | 1a      | Salt d'alçada    | 1.78 m             |
| 2012 | XV Campionat Iberoamericà d'Atletisme de 2012          | Barquisimeto, Veneçuela | 6th     | Salt d'alçada    | 1.75 m             |
| 2012 | Campionat Sud-americà Sub-23 d'Atletisme 2012          | São Paulo, Brasil       | 3a      | Salt d'alçada    | 1.73 m             |
| 2012 | Campionat Sud-americà de Menors d'Atletisme 2012       | Mendoza, Argentina      | 4th     | Salt d'alçada    | 1.68 m             |
| 2013 | Campionat Panamericano Juvenil d'Atletisme 2012        | Lima, Peru              | 2a      | Salt d'alçada    | 1.76 m             |
| 2013 | Jocs Bolivarianos de 2013                              | Trujillo, Peru          | 2a      | Salt d'alçada    | 1.76 m             |
| 2013 | Jocs Bolivarianos de 2013                              | Trujillo, Peru          | 6th     | Salt de llargada | 5.87 m             |
| 2014 | Jocs Sud-americans de 2014                             | Santiago, Xile          | 1a      | Salt d'alçada    | 1.79 m             |
| 2014 | Campionat Mundial Junior d'Atletisme de 2014           | Eugene, Estats Units    | 11th    | Salt de llargada | 5.21 m             |
| 2014 | Campionat Mundial Junior d'Atletisme de 2014           | Eugene, Estats Units    | 17th    | Triple salt      | 12.99 m            |
| 2014 | Festival Esportiu Panamericano de 2014                 | Mexico City, Mexico     | 1a      | Salt de llargada | 6.53 m             |
| 2014 | Campionat Sud-americà Sub-23 d'Atletisme 2014          | Montevideo, Uruguai     | 1a      | Salt de llargada | 6.36 m             |
| 2014 | Campionat Sud-americà Sub-23 d'Atletisme 2014          | Montevideo, Uruguai     | 1a      | Triple salt      | 13.35 m            |
| 2014 | Jocs Centroamericans i del Carib 2014                  | Veracruz, Mexico        | 4th     | Salt de llargada | 6.24 m             |
| 2014 | Jocs Centroamericans i del Carib 2014                  | Veracruz, Mexico        | 4th     | Triple salt      | 13.54 m            |
| 2015 | Campionat Sud-americà d'Atletisme de 2015              | Lima, Peru              | 4th     | Salt de llargada | 6.20 m (+2.4 m/s)  |
| 2015 | Campionat Sud-americà d'Atletisme de 2015              | Lima, Peru              | 1a      | Triple salt      | 14.14 m (+2.8 m/s) |
| 2016 | Campionat Mundial d'Atletisme en Pista Coberta de 2016 | Portland, Estats Units  | 1a      | Triple salt      | 14.41 m            |
| 2016 | Jocs Olímpics de Rio de Janeiro 2016                   | Rio de Janeiro, Brasil  | 2a      | Triple salt      | 14.98 m            |
| 2017 | Campionat Sud-americà d'Atletisme de 2017              | Asunción, Paraguay      | 2a      | Triple salt      | 14.36 m            |
| 2017 | Campionat del Món d'atletisme de 2017                  | Londres, Regne Unit     | 1a      | Triple salt      | 14.91 m            |
| 2018 | Campionat del Món d'atletisme en pista coberta de 2018 | Birmingham, Regne Unit  | 1a      | Triple salt      | 14.63 m            |
| 2019 | Jocs Panamericans                                      | Lima, Peru              | 1a      | Triple salt      | 15.11 m            |
| 2019 | Campionat del Món d'atletisme de 2019                  | Doha, Qatar             | 1a      | Triple salt      | 15.37 m            |
| 2021 | Jocs Olímpics d'Estiu de 2020                          | Tòquio, Japó            | 1a      | Triple salt      | 15.67 m WR         |
| 2022 | Campionat del Món d'atletisme en pista coberta de 2022 | Belgrad, Sèrbia         | 1a      | Triple Salt      | 15.74m WIR         |
| 2022 | Campionat del Món d'atletisme de 2022                  | Eugene, Estats Units    | 1       | Triple Salt      | 15.47m             |
| 2023 | Campionat del Món d'atletisme de 2023                  | Budapest, Hongria       | 1       | Triple Salt      | 15.08m             |